# Краснооктябрьская (станица)
Краснооктя́брьская — станица в Тихорецком районе Краснодарского края России.
Входит в состав Алексеевского сельского поселения.

## Население
| 2002 | 2010  |
| ---- | ----- |
| 1471 | ↘1420 |

## Улицы
| - ул. Ворошилова, - ул. Восточная, - ул. Зелёная, - пер. Кирпичный, | - ул. Кошевого, - ул. Красная, - ул. Ленина, - ул. Макаренко, | - ул. Мира, - ул. Мичурина, - ул. Памяти 9 Января, - ул. Первомайская, | - ул. Победы, - ул. Пушкина, - ул. Степная, - ул. Штенгартовская. |